# 德安新街
德安新街，位于广州市越秀区（原东山区）东华东路。大约民国初期由美国旧金山回国的黎金进购入地皮，并在此建街。原街头街尾均有牌坊，街头牌坊更气势巍然雕刻“德安新街”四字，但已于90年代旧城改造时拆卸。原街道格局是一所大宅，即现德安新街公安分局地块（已于日本侵华期间烧毁），紧靠大宅右手边是当时流行的二层小洋房样式排屋，房屋一直由街口延伸至街尾，并有一口井位于街道中央（同时在90年代旧城改造时填埋），属于典型民初富有人家建筑风格。整街现已全无当年遗留的一丝迹象，僅保留街名。